# Huecorio
Huecorio es una localidad del estado mexicano de Michoacán. Es parte del municipio de Pátzcuaro.

## Toponimia
El nombre «Huecorio» proviene del purépecha: vecoreni. Su significado es «Caer desde la altura».

## Demografía
| Gráfica de evolución demográfica |
|                                  |

| Censo | Población |
| ----- | --------- |
| 1900  | 404       |
| 1910  | 451       |
| 1921  | 429       |
| 1930  | 400       |
| 1940  | 499       |
| 1950  | 555       |
| 1960  | 786       |
| 1970  | 957       |
| 1980  | 884       |
| 1990  | 687       |
| 2000  | 667       |
| 2010  | 832       |
| 2020  | 1234      |